# Käpylä (stacja kolejowa)
Käpylä (fiń: Käpylän rautatieasema) – stacja kolejowa w Helsinkach, w Finlandii. Znajduje się na linii Helsinki – Riihimäki pomiędzy stacjami Pasila i Oulunkylä, około 6 km na północ od Dworca Centralnego. Stacja kolejowa Käpylä została otwarta w 1910 roku.